# Fiancée à vendre
Pour plus de détails, voir Fiche technique et Distribution.
Fiancée à vendre (Bride for Sale) est un film américain en noir et blanc réalisé par William D. Russell, sorti en 1949.

## Synopsis
Nora Shelley est fiscaliste pour la société comptable dirigée par Paul Martin. Elle pense pouvoir trouver un mari convenable en inspectant les documents fiscaux de leurs clients. Son patron pense que c'est là une mauvaise idée et il tente de l'en dissuader ; il fait appel à son ami Steve Adams et lui confie la mission de courtiser Nora.

## Fiche technique
- Titre original : Bride for Sale
- Titre français : Fiancée à vendre
- Titre français alternatif : L'Amour est une bonne affaire[1]
- Réalisation : William D. Russell
- Scénario : Islin Auster et Bruce Manning, d'après un roman de Joseph Fields et Frederick Kohner
- Musique : Friedrich Hollaender
- Direction artistique : Carroll Clark, Albert S. D'Agostino
- Décors : Darrell Silvera, William Stevens
- Costumes : Sophie
- Producteur : Jack H. Skirball
- Société de production : Crest Productions
- Société de distribution : RKO Radio Pictures
- Photographie : Joseph Valentine
- Montage : Frederic Knudtson
- Pays de production :  États-Unis
- Langue originale : anglais américain
- Format : noir et blanc — 35 mm — projection : 1,37:1 — son : mono (RCA Sound System)
- Genre : comédie romantique
- Durée : 87 minutes
- Dates de sortie : 
  - États-Unis : 12 novembre 1949
  - France : 5 mai 1950

## Distribution
- Claudette Colbert : Nora Shelley
- Robert Young : Steve Adams
- George Brent : Paul Martin
- Max Baer : Litka
- Gus Schilling : Timothy
- Charles Arnt : Dobbs
- Mary Bear : Mlle Stone
- Ann Tyrrell : Mlle Swanson
- Paul Maxey : Gentry
- Burk Symon : Setley

Acteurs non crédités
- Frank Austin : l'avocat Beaton
- Hans Conried : un bijoutier
- Clancy Cooper : Finley
- Anne O'Neal : Mlle Jennings